# Moteur V8
Pour les articles homonymes, voir V8.
Un moteur V8 est un moteur à combustion interne comportant huit cylindres disposés en deux rangées de quatre cylindres placées en forme de « V » au-dessus du vilebrequin.

## Historique
Inventé au début du XXe siècle, ce type de moteur rencontre le succès aux États-Unis dès 1915 quand la marque Cadillac le produit en série pour ses modèles de luxe, et surtout à partir de 1932 quand Ford le propose à un prix réduit grâce à sa production en très grande série.
La popularité des moteurs V8 dans les voitures a considérablement augmenté après l'introduction en 1932 de la Ford V8.

### Le moteur V8 et la France

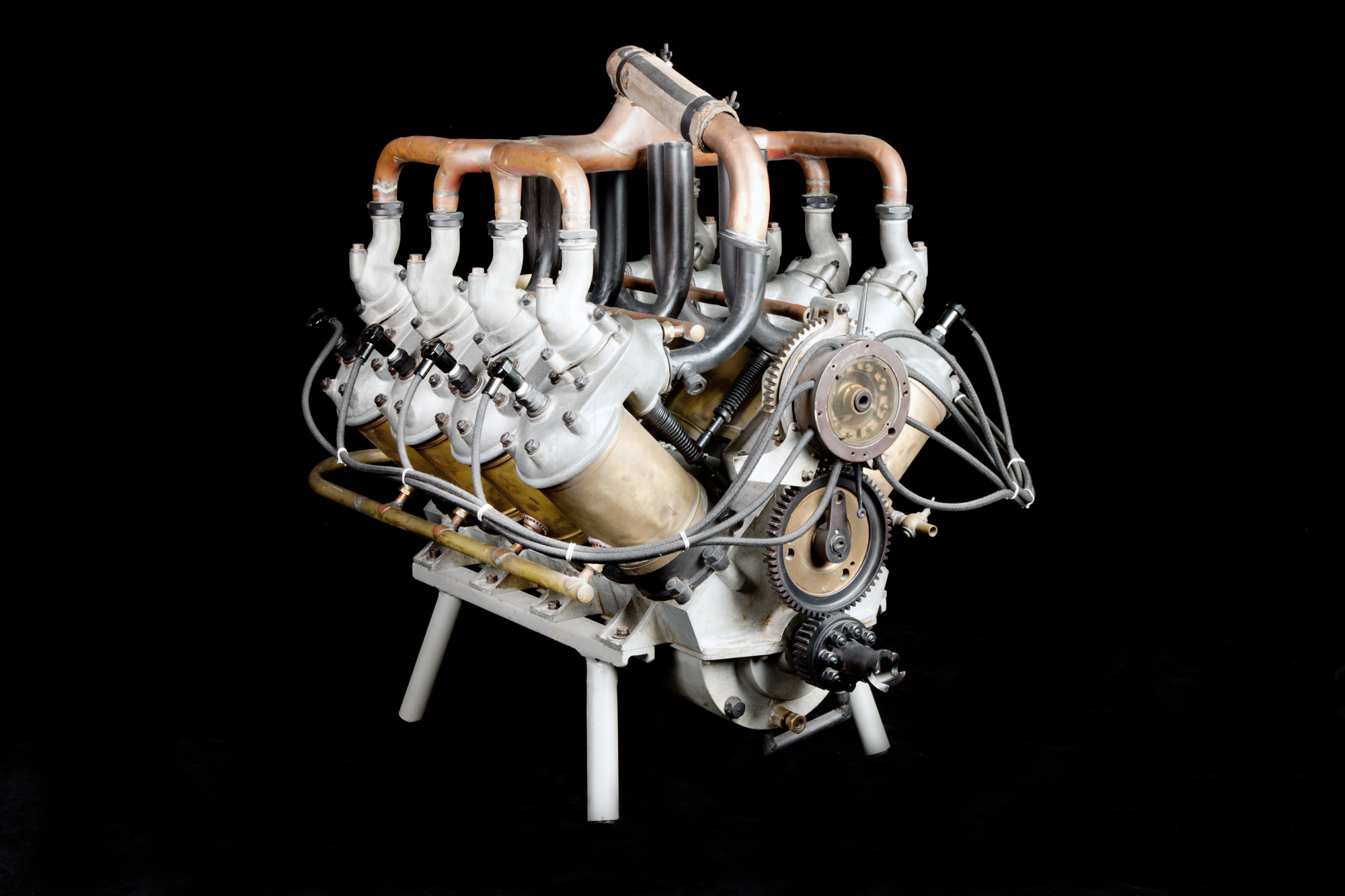
Antoinette 8V à 90° au musée des sciences et des techniques Léonard de Vinci de Milan.

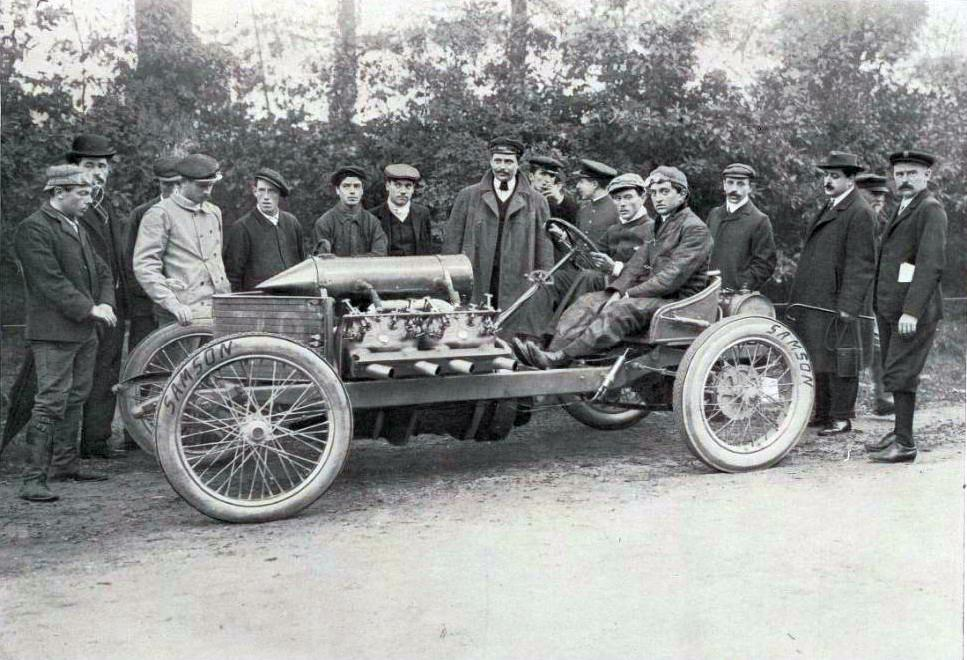
Lee Guiness, sur Darracq 200HP en 1906 (victoires à Dourdan, Gaillon, et Origny Ste-Benoite)

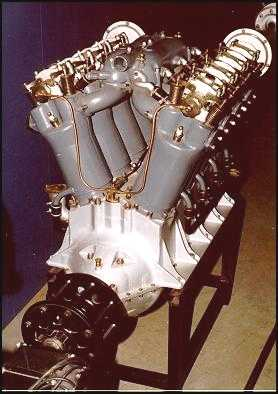
Le moteur Liberty, un V8 équipant les avions américains en 1917.

Le premier moteur à huit cylindres en V est réalisé par Clément Ader qui l'installe sur un châssis qu'il engage dans la course Paris-Madrid de 1903. La conception de ce moteur est utilisée par Léon Levavasseur pour motoriser des voitures et bateau runabout de compétition Antoinette, puis pour motoriser les premiers avions français des pionniers de l'aviation de l'époque,,,. En 1905, Alexandre Darracq présente une voiture à moteur V8 de 200 ch de 22519cm³. Avec, le 30 décembre 1905 à Arles, Victor Hemery bat le record du monde de vitesse terrestre (175,44km/h sur un kilomètre). Enfin, c'est De Dion-Bouton qui présente un modèle V8, le De Dion-Bouton V8, en 1907 qui est fabriqué en petite série à partir de 1910 ; il s'agit d'un moteur de 6,1 L de cylindrée qui est par la suite réalésé à 7 L, 7,8 L et même 14,7 L.
Cependant, il y eut peu de moteurs V8 automobiles français dans les décennies suivantes, les constructeurs tels que Renault, Delage, Delahaye, Bugatti et Hotchkiss utilisant à la place des moteurs à six cylindres ou à huit cylindres en ligne.
En 1920, la Talbot-Darracq Type A dénommée également Darracq V8 ou Darracq 28hp munie de 4 freins à tambours, conçue par Owen Clegg, est dotée d'un V8 de 4595 cm³ de 65 ch. En 1922, les automobiles Talbot-Darracq deviennent « Talbot-Suresnes ». La Talbot-Suresnes 28/70 de 1923 est le dernier modèle de la marque à se voir doté d'un V8, la tendance penchant pour les moteurs en ligne.
Dans les années 1930, Citroën développe un V8 dérivé des moteurs de Traction 11 CV. Ce moteur devait être monté dans une version luxueuse de la Traction, la 22 CV, modèle mythique qui ne vit jamais le jour. Mais le climat économique de l'époque et le rachat de Citroën par Michelin conduisent à l'abandon du projet, remplacé par la « 15/6 ». Selon Bernard Citroën, le fils de André Citroën, tous les prototypes 22 CV ont été soit détruits, soit pour ceux montés sur caisse de base 11 CV non modifiée, remis au standard 11 CV et revendus en « occasion ».
Chenard et Walcker, marque française concurrente de Citroën, commercialise en 1933 un V8, monté dans le modèle Aigle 8, vaisseau amiral de la marque. Ce moteur fait 3,5 L de cylindrée et développe 90 ch DIN. La diffusion de ce V8 français est très limitée, et il est remplacé en 1936 à la suite du rachat de la marque par Chausson par un V8 Ford de 3,6 L comparable mais moins coûteux.
Ce V8 Ford est bien entendu monté sur les modèles (baptisés Alsace) construits par la filiale française de la marque qui les diffuse entre 1934 et 1939 sous la marque Matford, association entre Ford et le constructeur alsacien Mathis. Une version réduite (2,2 L) de ce V8 est largement diffusée sur le marché français, elle est également adoptée par la filiale britannique du constructeur. En 1947, Ford-SAF (Société anonyme française) relance sa production à Poissy avec le modèle Vedette à moteur V8 de 2,3 L. En 1954, Ford cède sa filiale française à Simca qui poursuit la fabrication de la nouvelle Vedette et de ses diverses variantes Versailles, Trianon, Régence, Marly, Beaulieu, Chambord et Présidence jusqu'en 1961. Au cours des années 1950, ce fameux moteur équipe également divers camions Ford qui sont également continués par Simca, dont les célèbres camions tactiques Simca et Marmon qui équipent l'armée française jusqu'à la fin des années 1980.

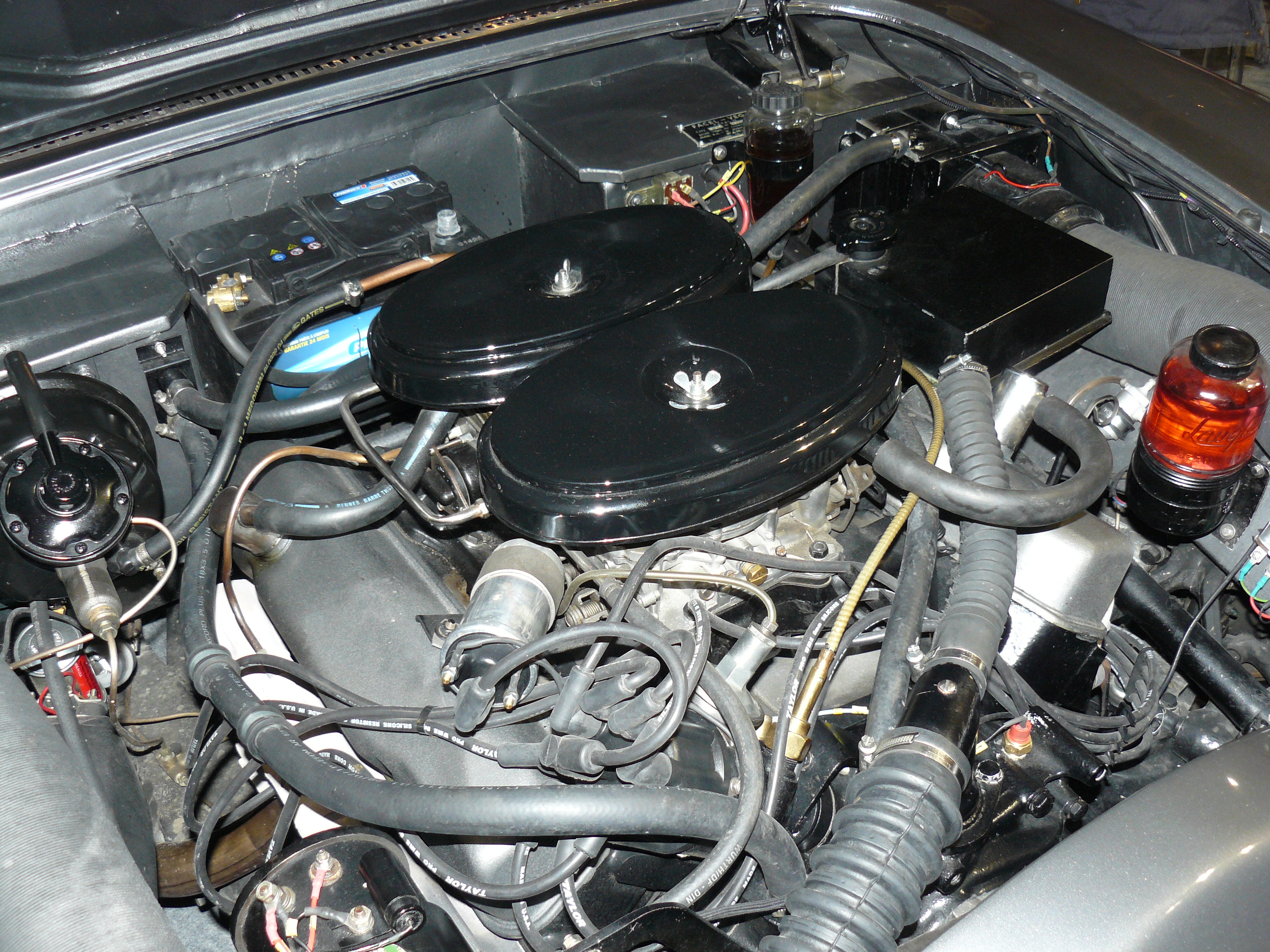
Le V8 Chrysler d'une Facel-Vega Facel II de 1962.

En 1957, la Talbot-Lago America était animée par un V8 BMW de 2580 cm³ de 138 ch pour 200 km/h de vitesse de pointe (réduit à une cylindrée de 2476 cm³ pour positionner la voiture dans la tranche fiscale des voitures 14 CV). Henri Théodore Pigozzi (PDG de Simca, filiale française de Fiat) rachète la marque en 1959, et motorise alors ce modèle avec son moteur Simca V8 de 2,3 L de 95 ch des Simca Vedette et Chambord, modèle vendu à près de 5 exemplaires. 
De 1954 à 1964, Jean Daninos équipe ses luxueuses et sportives Facel-Véga de gros moteurs V8 Chrysler américains de 4,5 L, 5,6 L, 6,3 L et 6,8 L. Entre 1972 et 1974, l'industriel Jean Tastevin tente l'aventure avec la prestigieuse mais confidentielle (moins de vingt exemplaires) Monica 560, également motorisée par un V8 Chrysler de 5,6 L.
Dans les années 1970, Peugeot, Renault et Volvo (PRV) souhaitent produire un V8 ainsi qu'un V6 commun pour leurs voitures respectives. Mais la crise pétrolière de 1973 les contraint à abandonner le projet V8 pour ne construire que le V6 PRV.
Depuis les Facel Vega, aucun grand constructeur français n'a équipé ses véhicules destinés aux particuliers de moteur ayant plus de six cylindres, à l'exception du W16 de la Bugatti Veyron 16.4 qui s'appuie sur une technologie allemande, Bugatti appartenant au groupe Volkswagen. Toutefois, en compétition automobile, les constructeurs français ont montré qu'ils étaient capables de concevoir des moteurs V8, V10 et V12 (Matra) performants. Renault a par exemple montré qu'il était possible de battre Ferrari, Mercedes ou BMW avec ses V8 et ses V10 (voir le palmarès de Renault F1 Team).

### Le moteur V8 aux États-Unis
Le moteur Cadillac V8 de 1914 est considéré comme le premier moteur V8 de route à être produit en série en quantités importantes, avec 13 000 exemplaires vendus la première année
{,}. Ce moteur construit aux États-Unis a été grandement aidé par l'utilisation par Cadillac du démarreur électrique créé par un des fondateur de la marque Henry Leland en 1910.

## Avantages
Le V8 procure trois avantages : il est d'une longueur équivalente à un moteur à quatre cylindres en ligne d'une cylindrée moitié moindre ; il permet d'assurer des montées en régime rapides, équipé d'un vilebrequin aussi court que celui d'un 4-cylindres ; enfin sa régularité cyclique permet un couple important dès les bas régimes (ce qui facilite le démarrage et les reprises d'une voiture lourde).
Grâce à un prix du carburant très faible, car très peu taxé, les constructeurs américains s'en sont servis pour motoriser des voitures toujours plus grandes et plus lourdes, équipées de nombreux accessoires électriques nécessitant une puissance importante qu'un gros moteur V8 peut procurer à coût limité, tout en conservant un régime de rotation peu élevé, gage de longévité et bruit réduit.
Les constructeurs de voitures de sport ont également rapidement adopté ce type de moteur puissant tout en étant compact.
Les chocs pétroliers des années 1970 ont failli faire disparaître ce type de moteur. Les ingénieurs ont su trouver des solutions modulaires pour en limiter la consommation (grâce à l'électronique qui a permis, entre autres, de concevoir des moteurs à cylindrée modulable dont deux ou quatre cylindres sont déconnectés automatiquement en fonction de la charge, une technique qui n'a trouvé d'application usuelle que depuis 2005 avec la série de moteurs HEMI sur la  Chrysler 300C ou la Jeep Grand Cherokee, ou encore depuis 2011, avec l'Audi S8).

## Technique

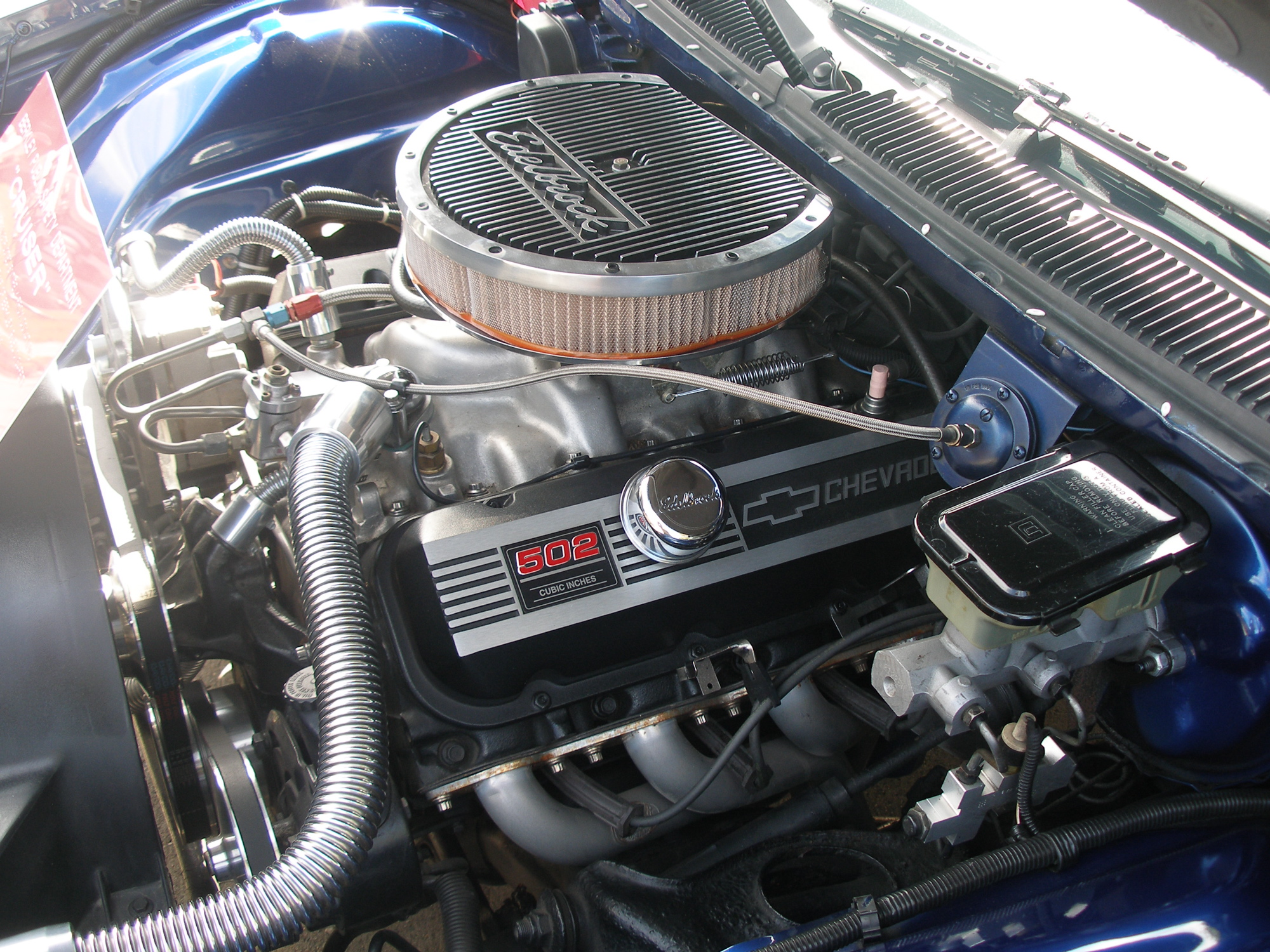
Chevy 502 (8.2 L).

La cylindrée des moteurs V8 modernes est généralement comprise entre 3,5 et 6,4 litres (214 à 391 pouces/cubes). Cependant, des exemplaires plus ou moins gros ont été produits, comme le moteur V8 de 8,2 litres (500 pouces/cubes) utilisé dans la Cadillac Eldorado de 1971 à 1978 et le moteur V8 M60B30 de 3,0 litres (183 pouces cubes) de BMW que l'on trouve dans des voitures telles que la BMW E34 530i (1992–1996). Les moteurs V8 destinés au sport automobile sont souvent petits et à course courte pour maximiser le régime moteur et donc la puissance tel le Cosworth DFV 3,0 litres (183 pouces cubes).
En raison de ses grandes dimensions extérieures, les moteurs V8 sont généralement utilisés dans les voitures qui utilisent une disposition longitudinale du moteur et une propulsion (ou une transmission intégrale). Cependant, les moteurs V8 ont également été utilisés occasionnellement dans les véhicules à traction avant à moteur transversal, utilisant parfois des espacements d'alésage de cylindre plus étroits et des angles de banc de cylindres plus étroits pour réduire leurs besoins en espace.
La classification de « big-block » ou « small-block » fait référence aux dimensions extérieures du moteur et n'indique pas nécessairement la cylindrée réelle du moteur. Les moteurs d'une cylindrée comprise entre 6,0 et 6,6 L (366 à 403 pouces cubes) ont été classés à la fois comme small-block et big-block, selon la gamme de moteurs du fabricant.
Les moteurs V8 peuvent être classés en deux catégories :
1. Les moteurs de grosse cylindrée (plus de 6 L) : ils offrent un maximum de couple à bas régime. Ils sont appréciés par les constructeurs américains et australiens ou par les constructeurs de voitures de luxe britanniques, allemands, tchèques, russes et japonais. Les Américains, pendant la grande époque des muscle cars, appelaient ces moteurs des « big blocks », et leur cylindrée pouvait varier entre 380 in3[11] (environ 6,2 L) et des valeurs importantes comme 427 in3 (7 L), voire 500 in3 (8,2 L, sur la Cadillac Fleetwood de 1973) ;
2. Les moteurs de cylindrée moindre (de 1,5 à 6 L) : ils offrent une puissance élevée tout en restant compacts. Bien que beaucoup de constructeurs américains en aient produit, ils sont plus appréciés par les constructeurs de voitures de sport allemands, italiens et japonais. La Chevrolet Camaro SS-350 de 1975, par exemple, était motorisée par un small block de 5,7 L de cylindrée (350 in3). Leur plus faible cylindrée leur permet de monter plus haut en régime et d'avoir un comportement plus sportif. Ils utilisent souvent un vilebrequin crossplane (en croix) qui corrige l'irrégularité à l'allumage des V8 traditionnels et produit théoriquement un meilleur rendement.

L'angle d'ouverture standard d'un moteur V8 est de 90°. Il existe des moteurs à 60° ou 72°.

### Vilebrequin

Configuration standard d’un V8 à plan transversal, avec un angle en V de 90 degrés

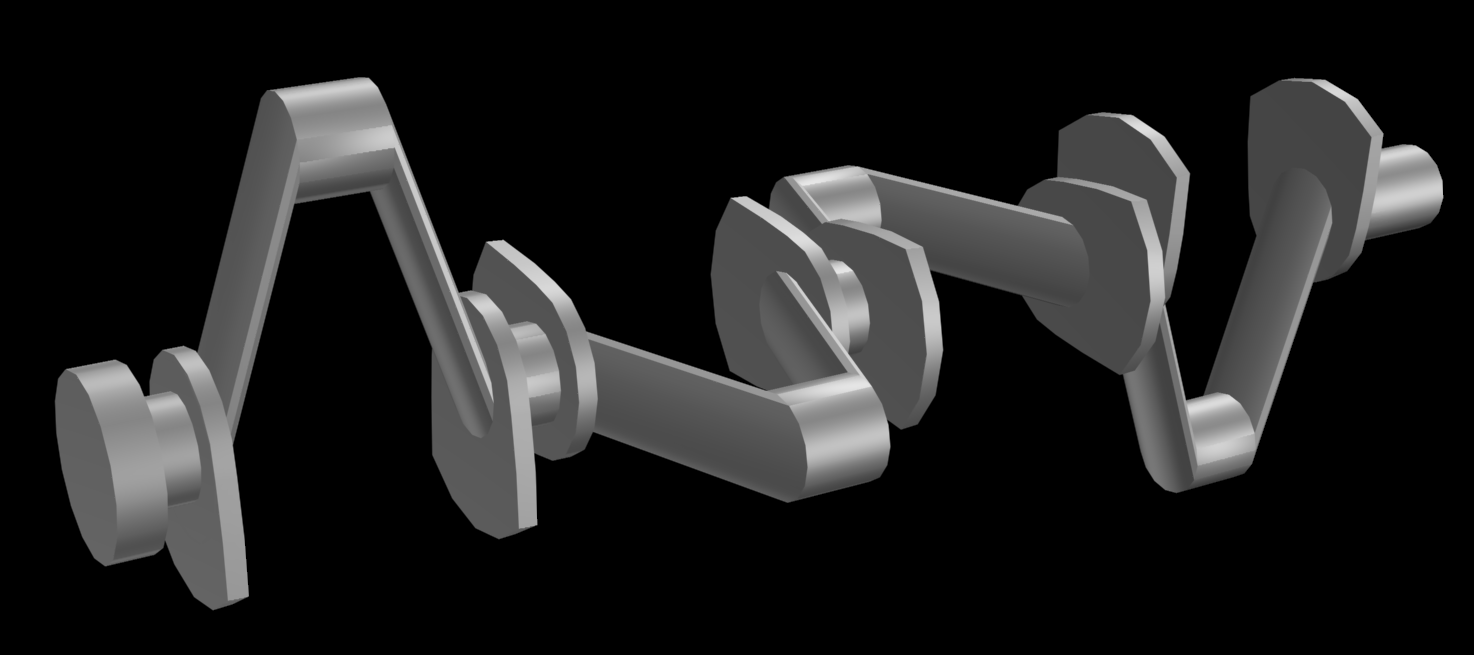
Vilebrequin Crossplane en 3D

La plupart des moteurs V8 montés sur les voitures américaines utilisent un vilebrequin à plan transversal (crossplane), car cette configuration produit moins de vibrations en raison de l'équilibre primaire et secondaire parfait. Le vilebrequin à plan transversal a les quatre manetons (numérotés à partir de l'avant) à des angles de 0, 90, 270 et 180 degrés, ce qui donne une forme de croix au vilebrequin lorsqu'il est vu d'une extrémité. Le design crossplane fut proposé pour la première fois en 1915 et développé par Cadillac et Peerless, qui ont tous deux produit des V8 flatplane avant d'introduire le design crossplane. Cadillac a introduit le premier crossplane en 1923, suivi par Peerless en 1924. 
Le bruit d'échappement typique produit par un moteur V8 à plan transversal est en partie dû à l'ordre d'allumage irrégulier dans chacune des deux rangées de quatre cylindres. Un ordre d'allumage habituel de L-R-L-L-R-L-R-R (ou R-L-R-L-R-L-L-L) entraîne un espacement inégal des impulsions d'admission et d'échappement pour chaque rangée. Lorsque des systèmes d'échappement séparés sont utilisés pour chaque rangée de cylindres, cette pulsation inégale entraîne le bruit généralement associé aux moteurs V8. Cependant, les moteurs de course cherchent à éviter ces impulsions de pression d'échappement inégales pour maximiser la puissance de sortie. Les moteurs de course V8 à plan transversal des années 1960 utilisaient de longs tuyaux d'échappement primaires (comme la voiture de course d'endurance Ford GT40) ou situaient les orifices d'échappement à l'intérieur de l'angle en V (comme la Lotus 38 IndyCar) pour fournir un système d'échappement unique pour chaque rangée et des impulsions de gaz d'échappement uniformes).
Une configuration de vilebrequin à plan plat (flat plane) offre deux avantages. Mécaniquement, le vilebrequin peut être usiné à partir d'une billette plate et ne nécessite pas de contrepoids, il est donc plus léger. Cependant, il produit plus de vibrations en raison d'un déséquilibre secondaire. Il est plus simple à concevoir et à construire qu'un vilebrequin à plan transversal. Les premiers moteurs V8 à plan plat comprenaient le moteur De Dion-Bouton de 1910, le moteur Peerless de 1915 et le moteur Cadillac de 1915. 
Du point de vue de la dynamique des gaz, le vilebrequin à plan plat permet d'obtenir des impulsions de gaz d'échappement uniformes avec un système d'échappement simple. La conception a été popularisée en course automobile par le moteur de Formule 1 Coventry Climax FWMV de 1961-1965, et le moteur Cosworth DFV de 1967-1985 a connu un grand succès en Formule 1. Plusieurs voitures de sport de production ont utilisé des moteurs V8 à plan plat, comme tous les modèles Ferrari V8 (de la Ferrari 308 GT4 de 1973 à la Ferrari F8 Tributo de 2019), la Lotus Esprit V8, la Porsche 918 Spyder et la McLaren MP4-12C.

### Exemples
- V8 FPF Climax (Formule 1 - années 1960)
- V8 Northstar (1992-2010) de General Motors (Cadillac Allanté; Cadillac Seville; Oldsmobile Aurora, Pontiac Bonneville GXP; Buick Lucerne CXS; Cadillac XLR-V et STS-V)
- V8 Ford Cosworth (3 L Formule 1 1967-2003)
- V8 Audi 3.6l et 4.2l (Audi V8, Audi A8, Volkswagen Touareg)
- V8 M116 3.8l et 4.2l, M117 5l et 5.5l Mercedes-Benz Classe S (1979 à 1991)
- V8 M176 4l Mercedes-Benz S 580 4Matic (2020-)
- V8 de Formule 1 : 2,4 L de cylindrée de 2006 à 2013
- V8 Aston-Martin (1967-2000) (Aston Martin DBS; Aston Martin V8; Aston Martin Virage (V8))
- V8 Supercars, compétition de voitures de tourisme en Océanie
- V8 Matford (1935-1954) (Ford Vedette; Matford Alsace V8)
- V8 Ford SAF[15]
- V8 7,03l Boss 429 Mustang (en)
- V8 Chrysler Hemi de première, deuxième et troisième génération.
- V8 LS3, LS7, L99 et LSA, communs à beaucoup de véhicules de General Motors (Corvette, Chevrolet Camaro, Cadillac Escalade, Cadillac CTS-V, GMC Yukon, etc.). Il est aussi fait usage du système d'économie d'énergie et donc d'une sélection électronique du nombre de cylindres actifs sur le moteur Chevrolet type LS 99, dérivé du moteur LS3, moteur LS 99 utilisé uniquement sur le modèle équipé de la boite de vitesses automatique de la Chevrolet Camaro 5e génération sortie à partir de 2010, avec moteur V8 de 6 162 cm3.
- V8 small-block Chevrolet, produit de 1955 à 1998, avec des cylindrées allant de 265 à 400 in3.
- V8 5.0l bi-turbo BMW 750i et BMW X6 5.0 (2008-2022)
- V8 4.4l bi-turbo 760i xDrive (2022-)
- V8 4.0l bi-turbo (Lamborghini Urus; Porsche Cayenne S, GTS, Turbo, Turbo S) (2002-)
- V8 4.4l B8444S construit par Yamaha au Japon selon la conception et les spécifications Volvo (moteur transversal dans les XC90 et S80) (2004-2010)